# 앙주앙윗수염박쥐
앙주앙윗수염박쥐(Myotis anjouanensis)는 애기박쥐과 윗수염박쥐속에 속하는 박쥐이다. 코모로에서만 발견된다.

## 특징
작은 박쥐로 몸길이가 48mm, 전완장이 42.5~45mm이다. 꼬리 길이는 45mm, 발 길이는 7mmm 귀 길이는 16mm이고 몸무게는 최대 6.6g이다.

## 생태
터널에서 포획된 기록이 있다. 먹이는 곤충이다. 11월에 임신한 암컷이 포획된 적이 있다. 한 번에 한 마리의 새끼를 낳는다.

## 분포 및 서식지
코모로 앙주앙섬에서만 알려져 있다.